# Torre de l'Hospitalet de l'Infant
La torre de l'Hospitalet de l'Infant era una torre de telegrafia òptica construïda a mitjans del segle xix al terrat d'una de les torres de defensa de l'antic Hospital per a vianants de l'Hospitalet de l'Infant, al municipi de Vandellòs i l'Hospitalet de l'Infant (Baix Camp). Formava part de la línia de telegrafia òptica civil de Madrid a La Jonquera, essent la torre anterior la torre de Sant Jordi d'Alfama, a l'Ametlla de Mar, i la següent la torre del Sol, a Mont-roig del Camp.
El 20 de juliol de 1910 la torre es va ensorrar per problemes d'assentament a causa d'una mala construcció. Part de les pedres escairades es van recuperar de les runes per a construir l'empedrat del camí nord d'accés de la vila de Masboquera.